# Rumble Racing
Rumble Racing es un videojuego de carreras desarrollado y distribuido por Electronic Arts. Fue influenciado por NASCAR Rumble.

## Recepción
Kevin Rice revisó la versión de PlayStation 2 del juego para la revista Next Generation, calificándolo con 3/5 estrellas, y declaró que "Este es un corredor arcade bonito y divertido con horas de rejugabilidad. Pero la memorización requerida de los jugadores y el nivel de dificultad puede ser un desvío".
Rumble Racing recibió críticas positivas después del lanzamiento, obteniendo una calificación de 85 de 100 por parte de Metacritic, basado en 17 críticas. GameSpot le dio al juego un 8.5 de 10.